# Lautertal, Coburg
Lautertal là một đô thị ở huyện Coburg bang Bayern nước Đức. Đô thị Lautertal, Coburg có diện tích 30,34 km², dân số thời điểm ngày 31 tháng 12 năm 2006 là 4157 người.